# Mid East Jet
Mid East Jet ist eine saudische Charterfluggesellschaft für Geschäftsreiseflugzeuge mit Sitz in Dschidda und Basis auf dem Flughafen Dschidda.

## Flotte
Mit Stand Februar 2023 besteht die Flotte der Mid East Jet aus drei Flugzeugen:
- 1 Boeing 737-800
- 1 Boeing 737-900
- 1 Boeing 777-200ER

### Ehemalige Flotte
- 1 Airbus A 330-243
- 1 Airbus A318-100 Elite (betrieben für den saudischen Roten Halbmond)
- 1 Airbus A319CJ (betrieben durch die Bugshan Group)
- 2 Boeing BBJ 1
- 2 Boeing BBJ 2
- 2 Boeing 767-200ER
- 1 McDonnell Douglas MD-11 (betrieben für Asasco Aviation; derzeit abgestellt)